# Ombod
Ombod (románul: Ambud) falu Romániában, Szatmár megyében.

## Fekvése
Az Alföldön, Szatmár megyében, Szatmárnémetitől 5 km-re keletre fekvő település.

## Története
A falu nevét az oklevelek 1393-ban említették először Wmboth alakban, de 37 évvel később, 1433-ban már mai nevén, Ombodnak írták. A 18. században Ombot alakban említették. Ombod mint férfi keresztnév, fellelhető régi oklevelekben.
A település az ecsedi uradalomhoz, s azzal együtt az ecsedi várhoz tartozott.
1391-ben a Báthoryak birtoka volt, és az is maradt, egészen annak kihaltáig.
1417-ben a Báthori-család kap rá új adományt. A család két ágra szakadása a családnév írásában megkülönböztető változást eredményezett.
A 17. század elején még mindig az ecsedi uradalomhoz tartozott, de közben mások is szereztek itt részbirtokot: így 1610-ben Kákonyi István és Királydaróczi Debreczeni Tamás is.
1758-ban az Eötvös család kapta meg az egész települést, majd tőlük a gróf Telekiek szerezték meg.
A 19. század elején a bárói rangú Apor család is szerzett itt egy részt.
A 20. század elején De Gerando Félixnek volt Ombodon nagyobb földbirtoka, aki Szatmárpálfalvát is megszerezte, amely a trianoni békeszerződésig Szatmár vármegye Szatmári járásához tartozott.
A birtoknak 1941-ben része volt Szatmárpálfalva is.
A kollektivizálás idején, két községet, Ombodot és a vele határos Hiripet összevonják a kommunisták, és a községközpontot Szatmárpálfalvára teszik át, ahol a Telekieknek és a Horvátoknak uradalmi birtokaik voltak, ugyanis a nemesi földeken alapítják meg a megye első kolhozát. Ma is ott van a közigazgatási központ. Jelenleg 6 település tartozik hozzá.
A 2002-es népszámláláskor 1044 lakója közül 815 fő (78,1%) magyar, 137 (13,1%) cigány és 92 (8,8%) román volt.

## Nevezetességek
- Református temploma 1864-ben épült. Előző temploma faépület volt.

## Az Ombodi Református Egyház
- A legkorábbi ismert református lelkész az 1597-ben itt szolgáló Ujlaki Pál
- a jelenlegi református templom 1864-ben épült, az 1989-es rendszerváltásig az egyetlen.

1861-ben a régi elavult fatemploma helyett árvízmentes alkalmas helyen új templom építését határozzák el.
A Református egyház és a templom története
- Lelkészek és munkájuk

Gyulai György: 1755–1761, 1766–1781
Másodszori ombodi szolgálatáról tudjuk, hogy ő nyitotta meg a gyülekezet jelenleg ismert, legrégebbi anyakönyvét: „Én Gyulai György, az ombodi helységben, a Helvetica Confession levő Rectus Pap Kezdettem ezen Keresztelésekről való Matrixot Annó Christi 1774-ben. Másodízben itt való papságomnak 10. esztendejében…”
A legrégebbi házassági anyakönyv és halotti anyakönyv is az ő idejéből származik. Pontos és körültekintő lelkipásztor volt, figyelme mindenre kiterjedt. Lelkipásztorsága idejére esik 1779-ben az "új" templom felszentelése. Ezt a templomot gr. Teleki Sámuel és neje Ötvös Mária építette. Az 1779-ben épült fából készült templomról feljegyzi, hogy a régi helyére épült. Ebből következik, hogy a jelenlegi templom legalább a harmadik temploma a gyülekezetnek. Sajnos, a korábbiról semmilyen más adatunk nincs. Mikor Gyulai György eltávozik Ombodról, előbb minden anyakönyvet záradékkal lát el. Ezt írja: „Hic Claudit Gregorius Gyulai”.
Dombi Ádám: 1782–1793, 1795–1819
Két ízben volt ombodi lelkész, első ízben Amacról jött, ahol két évig szolgált. Innen Ököritóra távozott, ahol szintén két évet töltött el, majd visszatérve, haláláig Ombodon hirdette az igét. 1819 ápr. 7-én halt meg. Temetését a következőképpen jegyezték le: 1819. Die 7. április. „Tiszteletes Tudós Dombi Ádám úr eltemettetett két actioval életének 70. esztendejében, Prédikátori Sz. Hivatalá-nak 39. esztendejében Assesori Hivatalának 20. esztendejében, Házassági életének 38. esztendejében, aki is e szent Ekklésziában töltött el 35 esztendőket.” Szeles András így emlékezik róla: Dombi Ádám egy emberszerető szelíd ember volt, 1819-ig közkedveltségben lakott, mind a nép, mind a földesúri kar előtt. „Boldogok a szelídek, mert ők örökségül bírják a Földet.” Máté 5. 6.
Tóth Benjamin: 1835–1872
1792. jún. 2-án született. Apja András, anyja Éva. Patakon tanult 15 évig. 1814 – 1817 Szatmáron volt káplán, 1817 – 1820 lelkészkedett Vámosorosziban, 1820 – 1826 Krassón, 1826 – 1835 Egriben, utána jött Ombodra. Az ő szolgálata alatt építették fel a mostani templomot. 1861 ápr. 21-én határozták el az új templom építését, július 9.-én bemutatták a Swarz úr által elkészített tervrajzokat. 1862. júl. 15-én letették a fundamentumot, 1864. aug. 28-án felszentelték az elkészült hajlékot. 1862(?). ápr. 23-án délután 3 – 4 óra között a lelkészi lak sajnálatos módon leégett, tisztázatlan körülmények között. A régi templom fáit felhasználva építenek ideiglenes parókiát. A régi templom alapköveit pedig később, az iskola építésekor használják fel. Tóth Benjámin 80 éves koráig szolgált a gyülekezetben. Ombodon halt meg 1872-ben.
Soltész János: 1872–1908
Ombodi lelkész és a Nagybányai Református Egyházmegye főjegyzője volt. Igen nagy előszeretettel foglalkozott, az egyházközségek történetével, s ki is adta a Nagybányai Református Egyházmegye Egyházközségeinek történetét. Soltész János nevéhez fűződik az 1886-ban elvégzett templomtorony és tető javíttatása. A toronyóra elkészítése: 1893. jan. 15-én reggel szólalt meg először az ombodi toronyóra. 1907-ben lecserélték a gömböt is a tornyon. A jelenkori papilak építése szintén az ő szolgálati ideje alatt történik, ami 1893-ban fejeződik be. Ő D. Soltész Elemér püspök édesapja. Soltész János Ombodon halt meg, az egyházközség márványsírkövet állított emlékezetének, ami ma is hirdeti, hogy mennyire szerette a gyülekezet. Az ombodi általános iskola az ő nevét viselte 2022-ig, amikor más nevet kapott.
Győri Kovács József: 1911–1949
Szolgált az első világháborúban, mint a monarchia tábori lelkésze, több kitüntetést is kapott. Többek között a „Piis Meritis” ezüstkeresztet, és a „Patriae ac Humanitati” érdemrendet. Nem csak a két világégést élte át lelkészként, de Ombodi szolgálata idején tört darabokra az ország, s aztán kapott szárnyra az új remény, a bécsi döntést követően. Sajnos a kommunista rendszer erőszakos előre nyomulását, az 1948-as államosítást szintén át kell élnie.  Az ő lelkészsége alatt a templomot szinte teljesen újjá építették. 1938-ban a torony kivételével a teljes templomot visszabontották, mivel az alap nagyon megsüllyedt, s a falak életveszélyesen megrepedeztek, némely repedésen át lehetett látni. A tetőszerkezetet aládúcolták, a falakat teljesen lebontották, új alapot raktak, majd a falazott szerkezeteket visszaépítették. Az ő szolgálati idején épül a gyülekezet kultúrotthona is. Sírja Szatmáron, a vasút melletti református temetőben lelhető fel.
Telegdi József: 1950–1964
Kolozsvári teológiára iratkozott be 1939-ben, majd 1940-től a Debreceni Egyetem Hittudományi karán tanult. 1943 – 1947 között segédlelkész volt Szatmáron, 1947-től Amacon, 1950-től az ombodi gyülekezet lelkipásztoraként szolgált. 1964-1987 között a Szatmári-Láncostemplom prédikátora lett. A Nagykárolyi Református Egyházmegye esperesévé választotta. Telegdi nevéhez fűződik a gyülekezetben jelenleg fellelhető anyakönyvek vezetésének elkezdése. A korábbiakat a Szatmármegyei Állami Levéltárba vitték el, még 1949-ben. Az ő lelkészsége alatt a templomot az elektromos hálózathoz csatlakoztatták. Az elektromos világítás először 1950. május 21-én gyúlt fel a templom épületében. Két hónapra rá a parókián is bevezették az elektromos áramot. Két fűrészporos kályhát üzemeltek be novemberben a templomban. 1951-ben készültek el a templom új perselyei és megjavították az orgonát. 1955-ben a salétrom miatt megrongálódott templomtorony javítását végezték el, hogy a szellőzés beiktatása után a falak állapota ne romoljon tovább. 1956-ban újra kifestették a templomot. 1963-ban, a 100 éves jubileumra készülve, teljes belső felújítás végeztek.
Slakovits Mihály: 1964-1989
Dr. Kiss Bertalan szatmárláncosi lelkipásztor Ákosra került, helyére Telegdi József lépett, és az így megüresedett ombodi eklézsia élére az Ákoson szolgáló Slakovits Mihály került. Ő írta először a település nevét Ombódnak, Ombodot a jegyzőkönyvekbe, anyakönyvekbe, de csak 1964. áprilisa és augusztusa között. Néhol azóta is a helytelen hosszú „ó”-s változatot használják. 1964. lebontották az új temetőben deszkából épült halottasházat, amelyet az 1884 es kolerajárvány idején építettek, hogy a temetéseket megkönnyítsék és a fertőzés terjedését megállítsák. A templomtelkén levő épületet pedig eladják lebontás céljára. Megállt a templomfelújítás és csak egy év múlva folytatják tovább, 1966-ban fejeződött be a torony bádogfestése, javítása. 63 éves koráig, haláláig szolgált a gyülekezetben, ami 1989. november 4– én következett be. A gyülekezet, halála évfordulójának napján, emlékharangozással emlékezik meg az Ombodon szolgált és elhunyt, valamennyi református lelkipásztorára. A reformáció napján hálájuk jeléül, koszorút helyeznek el a temetőkben található lelkipásztorok és kántortanítók sírjaira.
Fodor Elemér: 1992–2010
Fodor Elemér szolgálati idejében szerveződött újjá a nőszövetség és alakult meg az IKE, majd később a KRISZ. Különböző munkák folytak a parókián szinte folyamatosan. Új kerítéssel védték a templomot, majd a templom előtti járda és árok is elkészült betonból, 1993-ban. 1996-ban a templombelső felújítása történik meg, rá egy évre 1997-ben a külső felújítás is végbe ment. 1998-ban elkészült az iskolaudvartól elválasztó kerítés. 1999-ben lepadlózták a templom padok alatti területét. 2003-ban az épület fűtéséhez beépítették a gázvezetékeket a templomba, és a parókiára is. 2004-ben lebontották az omladozó tanácstermet, és elkezdték az újjáépítését. 2007-ben a Nőszövetség zászlaját avatták fel. 2009-ben a parókiára bevezették a vizet. 2010-re új tanácsteremmel elkészült a gyülekezeti ház.
- gondnokok tevékenysége

Márton Bálint: 1847–1884
A Pálfalván lakó főgondnok, a Telekiek tiszttartója volt, évtizedeken keresztül tanúsított buzgó vallásosságot, s áldozatkészséget. Életében is sokat adományozott az egyház javára, végrendeletében az ombodi, amaci, pálfalvi egyházakra tetemes összeget hagyott. Amac és Pálfalva akkor Ombodhoz tartozott, akárcsak Kak is. Soltész János még ismerte éltében, s halála (1885) után az Nagybányai Egyház-megyét bemutató történeti munkájában méltatta is az ombodi főgondnokot, akinek Bibliája nemrég került az egyház birtokába.
Székely György: 1860–1864
Gondnoksága alatt építették a jelenlegi templomot, nem csak két évig volt gondnoka a gyülekezetnek, hanem viselte a tisztet a templomépítés befejezéséig, talán pont azért szemelték ki, hogy levezényelje az emberfeletti munkát. A templomot, amit 1779. építenek fel a korábbi templom helyére, fel kellett adni, ugyanis az Szamos folyton kiáradó vize azt, időnként megrongálta. Kiszemelték a mai templom helyét vízmentes ás területen felépítették azt. Az építkezés két évet vett igénybe. A fundamentumot 1862. 06. 15.-én tették le, és 1864. aug 28-án felszentelték az új templomot.
Varga János: 1885–1887
Kurátorsága alatt fedték újra a templomot, a zsindely helyett bádoglemezt tettek a toronyra és templomtetőre. Egy használaton kívül levő pogány pénzérmékkel díszített úrvacsorai kelyhet adtak el az országos „Magyar” Nemzeti Múzeumnak, hogy a költségeket fedezni tudják. Ebből az időből származik a használatban levő két ezüst kehely.
Károly Mihály: 1891–1893
Gondnoksága alatt készült el és szólalt meg a toronyóra, aminek költségeit táncmulatságok bevételéből fedezte a gyülekezet.
Tamás András: 1893–1894
Az ő idejére tehető a korábban megálmodott s a jelenleg is használatban levő „új” parókia épület felépítése.
Tolnai István: 1894–1896
Idején alakult meg a dalárda. Az évek folyamán ez a férfiakból álló több szólamban éneklő csoport, gyakran szolgált az istentiszteleteken, temetéseken, de jeles alkalmakon is az Istent dicsérve és öregbítette a gyülekezet hírnevét.
Marján Gyula: 1906–1908
Gondnoksága alatt új gömb került a templomtoronyra.
A. Károly Mihály, 1910–1915
1913-ban készült el közadakozásból a jelenleg is használatban lévő keresztelési kancsó és tál valamint az úrvacsorai kis és nagy ezüst kenyérosztó tányérok. Korábban ón tányérokat használtak, ezek ma használaton kívül vannak az egyiküknek a következő a felirata:„T. DEBRECENI MÁRIA ASSZONY AJÁNDÉKOZTA AZ OMBODI REFOR. ECLÉSIÁNAK: 1778 ”
Székely Gedeon: 1924–1927
Idején orgonajavítás történik, majd 1924. augusztus 10.-én harangavatás. A harangok Temesváron levő Novotny Antal fia Néduhál öntőmester műhelyében készültek. A korábbi harangok egyik 1800, másik 1832-ből való volt. A Teleki adományát eladják Dobrács-apátiba. Felmerült a templom falain megjelenő repedések kijavítása, de csak terv marad. 1926. ápr. 25-től bevezetésre került heti három nap „könyörgés” istentisztelet hétfőn, csütörtökön, szombaton, és szombat esténként is tartottak istentiszteletet. Vasárnapi iskoláról ebből az időszakból olvasunk először – bizonyára azért, mert korábban az egyházi iskola miatt nem látták értelmét, hogy külön foglalkozásokat tartsanak a gyermekeknek…
Szabó Lajos: 1929–1932
A templom rossz állapota miatt beszüntetik a hétköznapi istentiszteleteket. 1930-ben nőszövetséget, majd leánybibliakört alapították meg.
Bencze Sándor: 1932–1934
1934-re az új temetőhöz való eljutáshoz lejáratra volt szükség. Földet szereztek, hogy a sírkert könnyen megközelíthető legyen esős időben is. Ebben az időben alakult meg a férfiszövetség.
G. Balog Sándor: 1934-1935
Az egyház átadott egy földterületet a Hitelszövetkezet részére, kultúrházat kívántak rá építeni ugyanis, mely mikor felépült, az egyház birtokába került, az 1949-es államosításig. Ebben az időben kezdték meg a parókia felújítását. A templom állapota tovább romlott, bezárták és attól kezdve, hogy elkészült a művelődési ház, ott tartották az istentiszteleteket.
Erdei Mihály: 1936–1937
A repedések a templom falán az elmondások szerint akkorára nőttek, hogy akár egy gyermek is átfért a réseken. A romlás folyamatos volt, mindenképp lépni kell, ha meg akarták menteni a templomhajót. Megállapodtak Jakab Antallal, aki majd a felújítási munkálatokat végezte a templomon. Beszerezték a polgári hatóságoktól az építési engedélyeket, majd elkezdtek pénzt gyűjteni a felújításra. Rendkívüli adót vetettek ki, az átlag fenntartói járulék ötszörösét.
Balog István: 1937–1938
Gondnoksága alatt megvalósult a korábban évekig dédelgetett álom, elkezdődött a templomfelújítás. Miután aládúcolták a teljes templomi tetőszerkezet, visszabontották a templomhajó falazott szerkezetét. A falakat, a torony kivételével teljességgel lebontották, új alapot raktak és visszafalazták az egészet, technikai bravúrnak számított, amely mindenképp nagy teljesítmény lenne ma is.
Fiacskó János:1939–1942
Bár háború volt s aratott a halál, voltak, akik a békére készültek. Fiacskó János gondnoksága alatt, hozzáépítettek a művelődési házhoz a katonaság segítségével. A Hadsereg biztosította az anyagi fedezetet, a gyülekezet az munkát vállalta fel. A hadsereg csak annyit kért az anyagi támogatásért cserébe, hogy amennyiben, szükség lenne az épületre, a gyülekezet engedje meg, hogy a sereg használhassa azt.
Varga Géza: 1942–1947
„Háború és béke”… Szerencsére a templom a gazdasági világválság ellenére a háború kitörése előtt teljesen kijavíttatott. A vesztes háború és az újra román fennhatóság alá kerülés, nem tett jót az egyházi életnek sem. Nagy teljesítmény volt a lelkészi állás és az iskola fenntartása. A diktatúra, ami végképp el akarta törölni az Istenhitet, nyomult feltartóztathatatlanul. Szükség volt az emberek szelíd, de kategorikus kiállására. A Varga Gézához hasonló emberek hozzáállása és odaadó szolgálata bizonyosság arra, hogy hit nélkül az élet hiábavaló. Az ő példáját követték utódai három generáción keresztül, ezzel építve egyházunkat és a gyülekezeti életet.
N. Varga Károly: 1947–1952
Bekövetkezik az államosítás, de a „népi demokrácia” mégis tartogatott pozitívumokat is, lassan csendesen, fű alatt, de lehet fejlődni, lehet kicsit modernizálódni. Az új lelkész, új lendületet hoz a gyülekezet életébe, s a gyülekezet részéről is megkapta a kellő támogatást. Varga Károly gondnoksága alatt került a templomba elektromos áram s kicsivel később a parókiára is bevezetik a villanyt. Az ő idejében fűrészporos kályhákat helyeztek el a templomba, ez az első fűtésrendszer. Megtörtént az orgonajavítás, és új perselyeket készítettek. Az iskola sajnos kikerült az egyház kezéből az államosítás elvitte intézményt és az épületet is.
Kulcsár Sándor: 1952–1954
Gondnoksága alatt, 1952 márciusában, az egyházi földekkel "belépnek" a kollektívbe, rá egy évre visszakapják a tanácsteremnek azon helységét, amelybe román tagozatú iskolát üzemeltettek korábban, ugyanis megszűnt a tagozata román gyermekek hiánya miatt.
Tar Bálint: 1954–1958
Gondnoksága alatt, 1954-ben a templom körüli kerítés bedőlt, így ki kellett javítani azt, ugyan ebben az évben a lelki életet is próbálták megélénkíteni ezért bevezették a csütörtök esti evangelizációkat. 
Az emlékharangok szintén ebből az időből származnak. 1955-56 között a templomtornyot visszabontották a szellőzés érdekében, később belső felújítás történt meg. A tornyot is lefestették, a gömb és bádogozás kijavítása után. A tanácsterembe bevezették az áramot és átalakították a nyárikonyhát.
N. Varga Lajos: 1958–1970
Az ő idején mindenféle munkálatok szükségessége felmerül s próbáltak eleget tenni a kihívásoknak és az elvárásoknak. 1962-ben a parókia külseje majd a belső is megújult, ajtókat és ablakokat is újra festették. 1963 – a templomtetőn lefestették a bádogot. 1964-re tervezték a teljes felújítást a 100. évfordulóra, de a lelkészváltás miatt, s a munkálatok megakadtak. Csak 1965-re készült el a templom külső falainak restaurálása. 1964. Egyedül ő szavaz „NEM”-mel, arra hogy Telegdi Szatmárra távozzon csere által, s helyére Ákosról Slakovics jöjjön.
Borgyos Gáspár: 1970–1982
Gondnoksága alatt nem újítottak templomot nem építettek iskolákat. Nem voltak látványos változások. A kommunizmus egyre inkább kiterjesztette csápjait és hatalmát mindenre és mindenkire, mindent irányítani akart. E sötét korban a túlélés volt a tét. Istennek legyen hála, hogy még élünk. Az utána jövő évek még ugyanígy teltek el, mint csíra a földben, kikeletre vártak.
G. Varga Sándor: 1982–1990
Varga Géza fiaként második generációs gondnok. Édesapja húzta meg először a harangokat 1924-ben. Sándor a templom közelségében nőtt fel, egész életét átitatta az egyházhoz való hűség. 32 évig presbiter. Nem lép be a Kommunista Pártba mert az azzal járt volna, hogy ki kell lépjen a presbitériumból. Az egyház ügyeit sokszor a saját dolgai elé helyezte. Isten kegyelméből az egyház is és ő is megérte a rendszerváltást. Az ő idejében hunyt el Slakovits Mihály tiszteletes, a temetés megszervezésének feladatai mind rá hárultak. Az új lelkész megválasztásánál fontos szerepe volt. Fél évig viselte még a gondnoki tisztet Márton Attila lelkészsége alatt is.
Az utána következő gondnokok, főgondnokok még mind életben vannak, ha nincsenek is hivatalban, munkájuk nem fejeződött be, így nem a múlttal kell foglalkozni esetükben, hanem a jelennel és jövendővel. Tartsa meg őket egészségben a Mindenható. Odaadó munkájukkal az Isten által kijelölt helyen, az élő nemzet tagjaiként, a gyülekezet javának elősegítése, munkálása a cél, különös tekintettel a teremtett világ védelmére. A tevékenységet gondnokaink önkéntes munkával, haszonszerzési cél nélkül végzik, azon fáradozva, hogy gyülekezetünk anyagi alapjainak előteremtése és példamutató hitéletük, Isten dicsőségét szolgálja.

## Híres emberek
- Ombodon szolgáló református lelkipásztorok:

Ujlaki Pál 1597, Uszodi Pál 1599,
Börvei István 1604,
Erdélyi János 1608,
Mogirai Mihály 1633,
Sakai Gergely 1653,
Peleskei János 1669,
Nyíregyházi András 1697-1706,
Csabai Dániel 1706-1716,
Udvarhelyi György 1716-1724,
Kállai István 1724-1725,
Csabai Dániel 1725-1726,
Váralji János 1726-1730,
Kegyes Ferenc 1730-1731,
Vetési István 1731-1732,
Megyesi Pá 1732-1754,
Barátosi Ferenc 1754-1755,
Gyulai György 1755-1761,
Hídvégi István 1761-1766,
Gyulai György 1766-1781,
Keczeli Ferenc 1781-1783,
Dombi Ádám 1783-1793,
Kozma Ferenc 1793-1795,
Dombi Ádám 1795-1819,
Muhi János 1819-1831,
V. Kecskés Sámuel 1831-1835,
Tóth Benjámin 1835-1872,
Soltész János 1872-1908,
Batta Miklós 1908-1911,
Gy. Kovács József 1911-1950, Telegdi József 1950-1964,
Slakovits Mihály 1964-1989,
Márton Attila 1990-1992,
Fodor Elemér 1992-2010,
Jobb Domokos 2011-
2017 augusztus 20-án a református templomban a lelkipásztorok neveit megörökítő márványtáblákat helyeztek el.
- Az Ombodi Református Egyház főgondnokokai és gondnokai

A főgondnoki tisztség 1835-1884 között volt betöltve Dózsa György 1835-1847 és Márton Bálint 1847-1884
személyében, majd 2009 óta lett ismét bevezetésre került
gondnokok (kurátorok)
Károly János 1834-1843,
Székely András 1843-1847,
Varga Pál 1847-1848,
Károly Mihály 1848-1850,
Károly Ferenc 1850-1854,
Varga Pál 1855-1856,
Varga György 1856-1859,
Tamás Mihály 1859-1860,
Székely György 1860-1864,
Károly Mihály 1864-1865,
ifj. Székely György 1866-1867,
ifj. Károly István 1868-1869,
id. Károly István 1869-1871,
Szabó Mihály 1871-1873,
Székely András 1873-1874,
Székely Mihály 1874-1876,
Székely János 1876-1877,
Szabó Péter 1877-1879, 
Borgyos Albert 1879-1881,
Pál András 1881-1882,
Katona János 1882-1884,
1884 ig a főgondnok képviselte a megyei közgyűléseken a gyülekezetet, a konkrét gyülekezet vezetést a helyi mindennapi ügyeket a gondnok vitte. 1884-tól 2009 a gondnok végez minden főgondnoki és gondnoki teendőt
B. Károly István 1884-1885,
Varga János 1885-1887,
Károly István 1887-1890,
Tamás András 1890-1891,
Károly Mihály 1891-1893,
Tamás András 1893-1894,
Tolnai István 1894-1896,
Fiacskó Károly 1896-1897,
Büte Mihály 1897-1898,
N.Varga György 1898-1899,
N.Varga Pál 1900-1902,
Szabó Sándor 1902-1903,
Cs. Károly János 1903-1906,
Marján Gyula 1906-1908,
Pál István 1908-1910,
A.Károly Mihály 1910-1915,
ifj. Büte Mihály 1915-1917,
Turi Ferenc 1918-1924,
Székely Gedeon 1924-1927,
Marján Ferenc 1927-1929,
Szabó Lajos 1929-1932,
Bencze Sándor 1932-1934,
G. Balog Sándor 1934-1935,
A. Károly Mihály 1935-1936,
Erdei Mihály 1936-1937,
Balog István 1937-1938,
Fiacskó János 1939-1942,
Turi Károly 1942-1943,
Varga Géza 1943-1947,
N. Varga Károly 1947-1952,
Kulcsár Sándor 1952-1954,
Tar Bálint 1954-1958,
N. Varga Lajos 1958-1970, 
Borgyos Gáspár 1970-1982,
G. Varga Sándor 1982-1990,
Szabó Endre 1990-2003,
Varga Ottó 2003-2006,
Vajda Lajos 2006-2009,
2009 óta amennyiben a főgondok nincs jelen a gondnok helyettesíti, a munkát, a teendőket általában megosztják.
Székely István főgondnok 2009-2012, 
Varga Sándor gondnok 2009-2010,
Vajda Lajos főgondnok 2012-2018, 
Rákos Tibor főgondnok 2018-2021,
Varga Ottó gondnok 2012-2021,
Varga Ottó főgondnok 2021- napjainkban is, 
Vajda Lajos gondnok 2021- napjainkban is.
Itt született: 
- Soltész Elemér 1874. április 18. -án [2] a Magyar Királyi Honvédség protestáns tábori püspöke
- Kocsis István író, drámaíró 1940-ben.